# أرمين هاهنه
أرمين هاهنه (بالألمانية: Armin Hahne)‏ هو سائق سيارة سباق ألماني، ولد في 10 سبتمبر 1955 في مويرس في ألمانيا.

## روابط خارجية
- أرمين هاهنه على موقع DriverDB.com (الإنجليزية)